# Daniil Khudyakov
Daniil Dmitriyevich Khudyakov (en russe : Даниил Дмитриевич Худяков), né le 9 janvier 2004 à Moscou, est un footballeur russe qui évolue au poste de gardien de but au Sturm Graz.

## Biographie

### Carrière en club
Né à Moscou en Russie, Daniil Khudyakov est formé par le CSKA Moscou, où il commence sa carrière professionnelle en championnat de Russie. Il joue son premier match avec l'équipe première du club le 25 septembre 2021, entrant en jeu en début de deuxième mi-temps d'un match de championnat contre le FK Khimki, alors que le gardien titulaire Guilherme vient d'être expulsé, gardant par la suite sa cage inviolée pour arracher un match 0-0,.
En juillet 2024, il est transféré au Sturm Graz en championnat d'Autriche.
Le 27 novembre 2024, il joue son premier match de Ligue des champions, titularisé pour ses débuts avec le SK Sturm contre le Girona FC, alors que les autrichiens restent sur quatre défaites consécutives dans cette édition,. N'encaissant aucun but, il permet à son équipe de gagner 1-0, remportant ainsi son premier match de la compétition contre le club de Liga,.

### Carrière en sélection
Daniil Khudyakov est international russe junior jusqu'à l'équipe de Russie espoirs